# Kurt Triest
Kurt Triest (geboren 9. Juni 1907 in Nürnberg; gestorben 30. August 1985 in Tel Aviv) war ein deutsch-israelischer Fotograf.

## Lebensweg
Triest widersetzte sich dem Willen seines Vaters, des Holzkaufmanns Josef Triest, und begann eine freie künstlerische Ausbildung als Maler. Nach 1930 hielt er sich in Berlin und Frankfurt auf und bemühte sich an den dortigen Kunstakademien um Studienplätze, bevor er 1932 nach Nürnberg zurückkehrte und sich der Fotografie zuwandte und als freischaffender Fotoreporter arbeitete. Am 25. Juli 1938 emigrierte Triest nach Palästina. Triests Eltern, die ihm nicht nach Tel Aviv folgten, sondern in Nürnberg blieben, wurden deportiert. Triest litt später zeitlebens an Selbstvorwürfen, dass er seine Mutter, die ihn 1938 in Tel Aviv besuchte, nach Deutschland zurückreisen ließ.
Die Spur der 1942 deportierten Eltern verliert sich im Ghetto Izbica bei Lublin, dessen Bewohner nahezu vollständig in den Vernichtungslagern Belzec oder Sobibor ermordet wurden. Triest arbeitete nach der Gründung des Staates Israel als Fotograf in Tel Aviv und heiratete 1949 die aus Hamburg stammende Deutschjüdin Necha Markus. 1951 gab Triest seine Fotografentätigkeit auf und zog sich ins Privatleben zurück. 1980 tauchte durch einen Zufallsfund das verschollen geglaubte Fotoarchiv mit etwa 500 Negativen aus dem Vorkriegsschaffen Triests auf. Im Sommer 1983 reiste er anlässlich einer Ausstellung seines fotografischen Frühschaffens in Nürnberg nochmals nach Deutschland. Triest starb am 30. August 1985 in Tel Aviv.

## Werk
Er experimentierte frühzeitig mit Kleinbildkameras und fiel in mehreren Fotowettbewerben durch Preise auf. Triest war stark von der (ebenfalls in Nürnberg lebenden) Fotokünstlerin Lala Aufsberg beeinflusst. Triests Fotografien wirken mitunter ähnlich expressiv und leben ebenfalls stark von Lichtstimmungen, sind aber weniger inszeniert. Triest verstand seine Tätigkeit auch als Dokumentation für das Alltagsleben in der Großstadt.
Der fotografische Nachlass ist im Stadtarchiv Nürnberg verwahrt.